# Florent Ntsiba
Florent Ntsiba (ur. 17 sierpnia 1949 w Lékana) – kongijski żołnierz i polityk, dyrektor biura prezydenta republiki (w randze ministra stanu).
Był jednym z jedenastu członków Komitetu Wojskowego Kongijskiej Partii Pracy, w latach 1979–1983 był ministrem ds. Informacji, Poczty i Telekomunikacji, a od 1989 do 2009 roku ministrem wyposażenia i robót publicznych. Od 2001, przez rok, piastował funkcję ministra budownictwa. Od 2009 do 2016 roku był ministrem pracy, zatrudnienia i zabezpieczenia społecznego.

## Młodość i wykształcenie
Florent Ntsiba urodził się 17 sierpnia 1949 roku w Lékana w departamencie Plateaux. Pochodni z grupy etnicznej Bateke. Uczył się na École secondaire Marcellin-Champagnat, petit séminaire Saint Pie X w Makoua, a także w lycée Savorgnan de Brazza w Brazzaville.

## Kariera wojskowa
Był oficerem generalnym armii kongijskiej, od 1975 do 1977 roku był także dyrektorem biura ministra obrony. Był jednym z jedenastu członków Komitetu Wojskowego Kongijskiej Partii Pracy (fr. Comité militaire du parti), który został utworzony po zamachu stanu 18 marca 1977 roku. Brał udział w przygotowaniu oświadczenia dotyczącego śmierci prezydenta Ludowej Republiki Konga – Mariena Ngouabiego.

## Kariera polityczna
Był członkiem biura politycznego Kongijskiej Partii Pracy (PCT). W latach 1979–1983 był ministrem ds. informacji, poczty i telekomunikacji. W 1983 roku został oskarżony o brak konsekwencji ideologicznej. W jego domu znaleziono ulotki antyrządowe, wskutek czego został zawieszony w prawach członka komitetu centralnego PCT oraz członka biura politycznego partii. Został także wydalony ze stanowiska ministra, jego obowiązki przejął Daniel Abibi.
W 1989 roku został mianowany ministrem wyposażenia. W 1991 roku jego resort poszerzono o kwestie związane z robotami publicznymi. Podczas zmian w rządzie, 2 listopada 1997 roku został ponownie powołany na stanowisku ministra wyposażenia i robót publicznych. Stanowisko to pełnił do 15 września 2009 roku, na stanowisku zastąpił go Émile Ouosso. W 2001 roku na krótko przejął obowiązki ministra budownictwa, z racji rezygnującego z tego stanowiska Martina Mbéri. 18 sierpnia 2002 roku, obowiązki ministra budownictwa przejął po nim Claude-Alphonse Nsilou. W wyborach parlamentarnych w 2002 roku bezskutecznie kandydował z okręgu Lékana, ulegając swojemu kontrkandydatowi – André Okombi Salissa.
15 września 2009 roku zastąpił Gilberta Ondongo na stanowisku ministra pracy, zatrudnienia i zabezpieczenia społecznego. Podczas reform w rządzie 30 kwietnia 2016 roku nie został ponownie powołany na stanowisku ministra. 22 sierpnia 2017 roku został powołany na stanowisko dyrektora biura prezydenta republiki (w randze ministra stanu).

## Życie prywatne
Ntsiba jest żonaty, ma dziesięcioro dzieci.